# Corvus ossifragus
El cuervo pescador (Corvus ossifragus) es una especie de ave en la familia Corvidae. La misma suele habitar en hábitats con terrenos húmedos en el este y sureste de Estados Unidos.

## Descripción

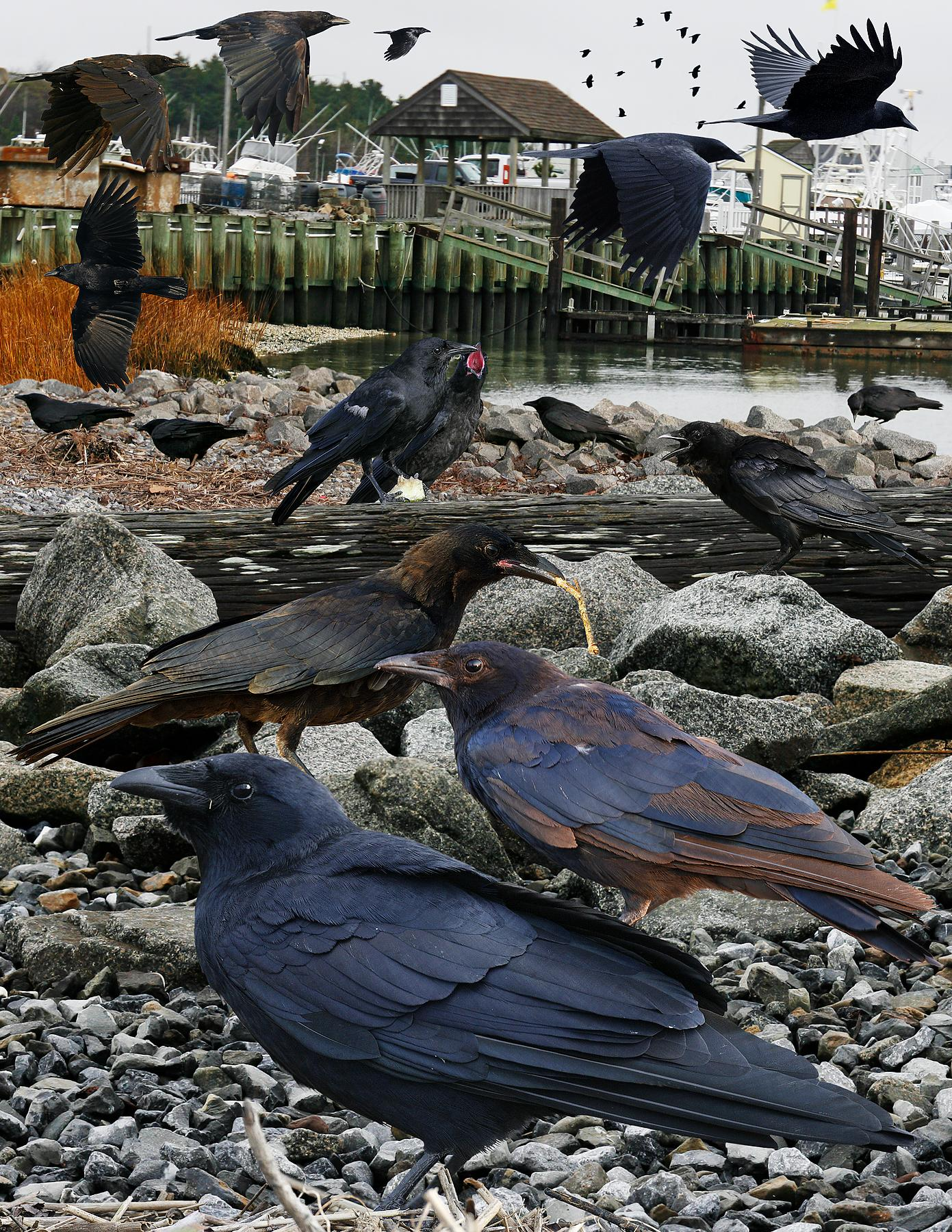
Grupo de cuervos pescadores.

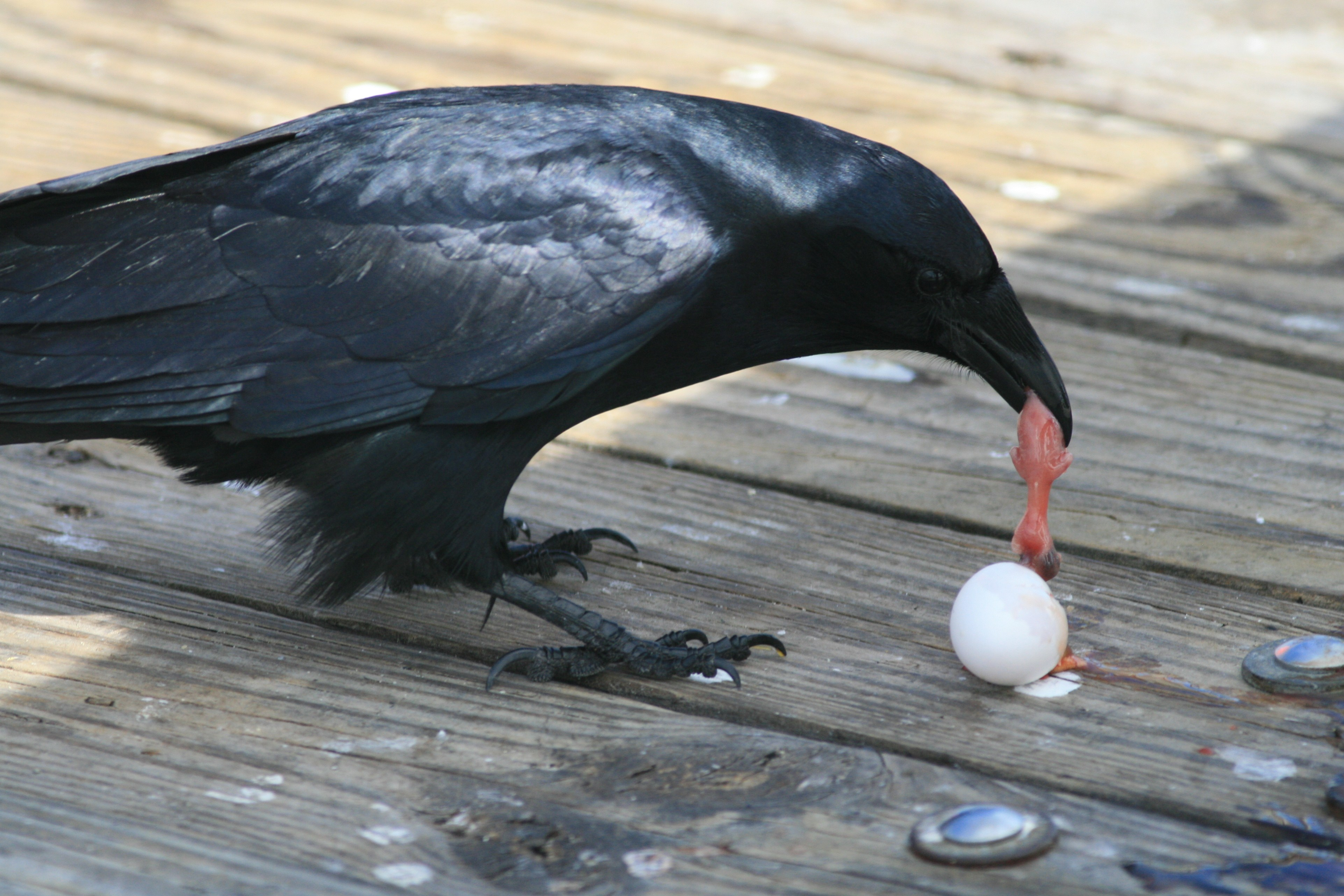
Cuervo pescador comiendo un huevo.

El cuervo pescador posee ciertas similitudes con el cuervo americano pero es más pequeño midiendo de 36–41 cm de largo y su plumaje es más suave y sedoso. Sus partes inferiores poseen un brillo azul o azul-verdoso. Los ojos son un color pardo oscuro. Las diferencias solo se notan cuando ambas especies se colocan lado a lado o al escuchar su llamado. Su pico es un poco más delgado que el del cuervo americano.
La diferenciación visual con respecto al cuervo americano es muy difícil y a menudo poco exacta. Sin embargo existen otras diferencias además del tamaño. Los cuervos pescadores poseen picos y patas más delgados. Además pueden tener una pequeña protuberancia al final del segmento superior del pico. Los cuervos pescadores también parece como si tuvieran patas más cortas al caminar. Además un elemento de diferenciación importante es que al llamar el cuervo pescador se agacha y eriza las plumas de la garganta.

## Distribución y hábitat
Esta especie habita en la zona marina este de Estados Unidos desde el estado de Rhode Island por el sur hasta Key West, y al oeste a lo largo de la línea costera norte del Golfo de México y numerosos sistemas fluviales tierra adentro. Frecuenta las marismas y playas costeras, al igual que ríos, lagos y pantanos interiores, y costas de ríos.

### Enlaces de sonido
- Fish crow call

### Enlaces de imágenes
- Fish Crow
- Fish Crow series

- Datos: Q1420315
- Multimedia: Corvus ossifragus / Q1420315
- Especies: Corvus ossifragus